# Nữ hoàng bình phẩm
Nữ hoàng bình phẩm (Hangul: 고호의 별이 빛나는 밤에; Phiên dịch: Goho-ui Byeoli Bitnaneun Bame; tên tiếng Anh: Gogh, The Starry Night) là một bộ phim Hàn Quốc được SoHoTV của Trung Quốc mua bản quyền. Bộ Phim có sự tham gia của Kwon Yuri, Kim Young-kwang, Lee Ji-hoon được phát sóng vào lúc 00:00 thứ bảy và chủ nhật hàng tuần bắt đầu từ ngày 2 tháng 7 năm 2016 với thời lượng 20 tập ngắn trên đài SohuTV và phát sóng chính thức tại nhà đài SBS vào ngày 22/10/2016, thời lượng chiếu đã rút xuống còn 4 tập dài.

## Tóm tắt
Bô phim Gogh The Starry Night - Nữ hoàng bình phẩm là câu chuyện thú vị về hành trình đi tìm tình yêu thật sự của một cô gái vô cùng quyến rũ làm nghề quảng cáo, nhưng cô lúc nào cũng đánh giá, chấm điểm mọi thứ xung quanh. 

### Diễn viên chính
- Kwon Yuri vai Go Ho
- Kim Young-kwang vai Kang Tae-ho
- Lee Ji-hoon vai Hwang Ji-hoon

### Diễn viên phụ
- Shin Jae-ha vai Oh Jung-min
- Kim Ji-hoon vai Park Jin-woo
- Choi Jo-moon vai giám Đốc Chói Chang
- Kang Rae-yun vai Lee Hee-yeon
- Hwang Young-hee vai Lee Chung-kyung (Mẹ Go Ho)
- Min Sung-wook vai giám Đốc Seo Gook-jin
- Jang Sung-sẽ vai Đi Kang (Anh trai Go Ho)

### Khách mời
- Jin Kyung vai giám Đốc sáng Tạo Yoon (Tập. 1 & 13-14)
- Lee Dong-jin vai Bố Go Ho  (Tập. 1, 14 và 18-19)
- Kim Kwang-kyu (Tập. 1-2)
- Park Seul-gi vai Biên tập Seul-gi(Tập. 2 và 15)
- Lee Jong-suk vai Lee Dae Gi[1] (Tập. 5)
- Park Shin-hye vai nhân viên của cửa hàng tiện lợi(Tập. 8)
- Park Joon-geum vai bà Joo (Tập. 9)
- Park Young-soo vai đầu Bếp (Tập. 9)
- Yoon Kyun-sang vai Sĩ quan cảnh Sát (Tập. 18)

## Tỉ suất người xem
- những con số màu đỏ đại diện cao nhất và đánh giá của những con số màu xanh đại diện cho các đánh giá thấp nhất
- NR chứng tỏ rằng kịch đã không phải là thứ hạng trong Top 20 chương trình hàng ngày vào ngày đó.

| Tập #      | Ngày phát sóng | Khán giả xem trung bình | Khán giả xem trung bình | Khán giả xem trung bình | Khán giả xem trung bình |
| Tập #      | Ngày phát sóng | TNmS Ratings            | TNmS Ratings            | AGB Nielsen             | AGB Nielsen             |
| Tập #      | Ngày phát sóng | Toàn Quốc               | Vùng thủ đô Seoul       | Toàn Quốc               | Vùng thủ đô Seoul       |
| ---------- | -------------- | ----------------------- | ----------------------- | ----------------------- | ----------------------- |
| 1          | 22/10/2016     | 4.7%(NR)                | 5.1% (NR)               | 4.4% (NR)               | 5.8% (NR)               |
| 2          | 23/10/2016     | 3.2% (NR)               | 6.8% (NR)               | 4.8% (NR)               | 7.2% (NR)               |
| 3          | 29/10/2016     | 3.5%                    | 5.9% (NR)               | 4.0%                    | 5.6% (NR)               |
| 4          | 30/10/2016     | 2.7%                    | 6.2% (NR)               | 3.4%%                   | 6.4% (NR)               |
| Trung Bình | Trung Bình     | 3.4%                    | -                       | 4.2%                    | -                       |

## Nhạc Phim
| STT | Nhan đề                  | Artists               | Thời lượng |
| --- | ------------------------ | --------------------- | ---------- |
| 1.  | "Star Candy" (별사탕)    | Lee Da-yun            | 3:24       |
| 2.  | "Dreamer" (Korean Ver.)  | Romantisco feat. EDEN | 3:10       |
| 3.  | "Bad Crowd"              | Romantisco            | 3:08       |
| 4.  | "Bad Timing"             | Romantisco            | 2:21       |
| 5.  | "Break"                  | Kang Hee-chan         | 1:31       |
| 6.  | "Balance"                | Jung Cha-shik         | 2:38       |
| 7.  | "Candy Banjo"            | Lee Sang-yoo          | 2:33       |
| 8.  | "Candy Gt"               | Jung Jae-woo          | 3:31       |
| 9.  | "Candy Pizzi"            | Lee Sang-yoo          | 1:55       |
| 10. | "Candy Waltz"            | Lee Sang-yoo          | 2:16       |
| 11. | "Good And Bad"           | Jung Jae-woo          | 2:47       |
| 12. | "Hard Wall"              | Romantisco            | 1:26       |
| 13. | "In And Out"             | Kang Hee-chan         | 1:18       |
| 14. | "Intermezzo"             | Kang Hee-chan         | 1:17       |
| 15. | "Messenser"              | Jung Cha-shik         | 2:39       |
| 16. | "Office Die"             | Jung Cha-shik         | 2:43       |
| 17. | "Office"                 | Lee Kyung-shik        | 2:58       |
| 18. | "Silent View"            | Jung Jae-woo          | 3:27       |
| 19. | "So Pathetic"            | Lee Kyung-shik        | 2:25       |
| 20. | "That's Comedy"          | Lee Kyung-shik        | 1:56       |
| 21. | "Watch Out"              | Jung Jae-woo          | 1:29       |
| 22. | "Star Candy" (별사탕)    | Kim Young-kwang       | 3:22       |
| 23. | "Dreamer" (English Ver.) | Romantisco            | 3:10       |
| 24. | "Star Candy" (Inst.)     | Lee Da-yun            | 3:24       |
| 25. | "Dreamer" (Inst.)        | Romantisco            | 3:10       |
| 26. | "Star Candy" (Inst.)     | Kim Young-kwang       | 3:23       |